# 张光辅
張光輔（？—689年8月24日 ），唐朝长安（今陕西省西安市）人。少年明辩，有官吏的才干。历任司农少卿、文昌右丞。
687年五月初三，时任夏官侍郎（兵部侍郎）的张光辅被任命为凤阁侍郎（中书侍郎）、同鳳閣鸞臺平章事。688年九月初一，越王李贞起兵反对武则天，左豹韬大将军麴崇裕为中军大总管，岑长倩为后军大总管，领兵十万人讨伐，张光辅为诸军节度，为同鳳閣鸞臺三品。张光辅在豫州，部下向刺史狄仁杰要钱，狄仁杰不理。张光辅大怒：“州将轻元帅邪？”狄仁杰说：“乱河南者一越王贞耳，今一贞死，万贞生！”张光辅问他这话什么意思，狄仁杰说：“明公总兵三十万，所诛者止于越王贞。城中闻官军至，逾城出降者四面成蹊，明公纵将士暴掠，杀已降以为功，流血丹野，非万贞而何！恨不得尚方斩马剑，加于明公之颈，虽死如归耳！”张光辅无法反驳，回朝上奏说狄仁杰不恭顺。狄仁杰被降为复州刺史。689年三月十一，张光辅守纳言（侍中）。三月二十，张光辅守内史（中书令）。徐敬业的弟弟徐敬真准备逃亡突厥。得到洛州司马弓嗣业（《旧唐书》作房嗣業）、洛阳令张嗣明的资助。徐敬真到定州被抓获，弓嗣业闻讯，自缢而死。张嗣明、徐敬真希望多诬告一些有名望的人，期望这样自己能免除死罪。张嗣明诬告张光辅“征讨豫州时，他私下议论图谶、天文，在朝廷和李贞间两头讨好。”八月初四，张光辅和徐敬真、张嗣明等一起被处死，籍没家产。